# かしも明治座
かしも明治座（かしもめいじざ）は、岐阜県中津川市（旧・恵那郡加子母村）にある芝居小屋である。

## 概要
岐阜県指定有形民俗文化財。
江戸時代から明治時代にかけて、美濃国および飛騨国（現在の岐阜県）では、地元の人々による地芝居（歌舞伎）が盛んに行なわれていた。加子母でも江戸時代中期以前から行われていたとされる。この時期には数多くの芝居小屋が建てられており、明治座もその一つである。地域住民による公演や買芝居（専業劇団の公演）の興行が行われた。

## 年表
- 1894年（明治27年）12月10日 - 舞台開き。4日間にわたって地芝居や他地域から招いた一座の公演が行われたとされる[1]。当初の名称は共同演劇場（きょうどうえんげきじょう）[1]。
- 1947年（昭和22年） - 大規模な修復を行なう。
- 1972年（昭和47年）7月12日 - 岐阜県指定有形民俗文化財に指定される[1]。
- 1973年（昭和48年） - 加子母歌舞伎愛好会が設立される[2]。
- 974年（昭和49年） - 加子母歌舞伎愛好会が加子母歌舞伎保存会に改称[2]。加子母歌舞伎の定期公演を開始[2]。以後毎年開催。
- 1997年（平成9年）3月5日 - 引き幕が中津川市指定有形民俗文化財に指定される[3]。
- 1998年（平成10年） - 第1回明治座クラシックコンサートが行われる。以後毎年開催。
- 2006年（平成18年） - 第十八代中村勘三郎襲名披露公演が行われる。
- 2015年（平成27年） - 明治座の屋根が創建当時の榑葺屋根（くれぶきやね）に復元される[2]。

## 建築
建物の間口は19.6メートル、奥行は22.21メートルであり、舞台の奥行は7.85メートルである。木造2階建であり、白壁の切妻造りである。小規模な芝居小屋とはいえ、廻り舞台、仮花道、すっぽん、奈落を備えている。客席は1階と2階にあり、2階は座敷席である。劇場形式の農村舞台である。

## 特色
太平洋戦争中は公演が途絶えたが、現在は加子母歌舞伎保存会による公演（毎年9月）の他、様々な芝居やイベントにも使用されている。普段は一般開放されていて、無料で見学することができる。開館時には明治座活用委員会の「明治座案内人」が館内案内を行っている。
入場料は無料。民間団体の明治座活用委員会が一口300円で[明治座維持修復基金]を募っており、これを入場料の代わりとしている。桧の割り符を300円で購入してもらい、半分に割った片方は領収書として持ち帰り、もう半分には名前等を書いて明治座の壁に掛けて行くことができるもので、現在までに600万円を越える寄付が集まっている。
加子母地区の広報誌であるかしも通信の中に明治座かわら版コーナーが掲載され、毎月情報を発信している。
引き幕は中津川市指定有形民俗文化財に指定されている。

## 現地情報
所在地
- 岐阜県中津川市加子母4793-2

アクセス
- 濃飛バス恵北線（下呂駅前～坂下駅前～中津川駅前）「明治座前」バス停下車、徒歩で約3分。

## 岐阜県の芝居小屋
岐阜県は地芝居が盛んな地域であり、江戸時代から昭和時代に建設された木造芝居小屋が残っている。主な芝居小屋は以下のとおりである。
- 鳳凰座（下呂市）
- 白雲座（下呂市）
- 黒川の東座（加茂郡白川町）
- 蛭子座（中津川市）
- かしも明治座（中津川市）
- 常盤座（中津川市）
- 五毛座（恵那市）
- 熊野座（恵那市）
- 相生座（瑞浪市）
- 村国座（各務原市）
- 皆楽座（各務原市）